# نیکیتسا کلینچارسکی
نیکیتسا کلینچارسکی (کرواتی: Nikica Klinčarski؛ زادهٔ ۵ ژانویهٔ ۱۹۵۷) بازیکن فوتبال اهل مقدونیه شمالی است.
از باشگاه‌هایی که در آن بازی کرده‌است می‌توان به باشگاه فوتبال پارتیزان اشاره کرد.
وی همچنین در تیم‌های ملی فوتبال زیر ۲۱ سال یوگسلاوی و یوگسلاوی بازی کرده‌است.
وی در مسابقات کشوری و بین‌المللی در مجموع برندهٔ ۱ مدال طلا شده‌است.